# Embaixada da Bélgica em Brasília
A Embaixada da Bélgica em Brasília é a principal representação diplomática belga no Brasil. O atual embaixador é Patrick Herman.
Está localizada na Avenida das Nações, na quadra SES 809, Lote 32, no Setor de Embaixadas Sul, na Asa Sul.

## História
Assim como outros países, a Bélgica recebeu de graça um terreno no Setor de Embaixadas Sul na época da construção de Brasília, medida que visava a instalação mais rápida das representações estrangeiras na nova capital. Uma cerimônia marcou a colocação da pedra fundamental da Embaixada. Mais tarde, no mesmo dia, um diplomata da vizinha Embaixada do Irã, pedindo desculpas, disse que a pedra estava no meio do terrenos deles. Isso levou o Itamaraty a fazer um outro evento pequeno para colocar a pedra em um lugar que ficasse bom para ambos.
A Bélgica foi um dos primeiros países que fizeram acordo de amizade com o Brasil, e sua embaixada na cidade foi aberta em 1974 após quatro anos de obras. O projeto da embaixada ficou a cargo dos brasileiros Nikolas Fikoff e Paulo Antunes Ribeiro.

## Serviços
A embaixada realiza os serviços protocolares das representações estrangeiras, como o auxílio aos belgas que moram no Brasil e aos visitantes vindos da Bélgica e também para os brasileiros que desejam visitar ou se mudar para o país europeu. Outras ações que passam pela embaixada são as relações diplomáticas com o governo brasileiro nas áreas política, econômica, cultural e científica. O Brasil e a Bélgica mantém relações de comércio e intercâmbio científico e educacional.
Além da embaixada, a Bélgica conta com mais dois consulados gerais no Rio de Janeiro e em São Paulo, além de mais doze consulados honorários em Belém, Manaus, Goiânia,Porto Alegre, Curitiba, Vitória, Salvador, Recife, Belo Horizonte, Florianópolis, Fortaleza e Campinas.